# Dentizione umana

La dentizione è il processo di sviluppo e collocazione dei denti all'interno del cavo orale degli animali vertebrati.
I denti parzialmente formati durante l'odontogenesi crescono verticalmente sviluppando le proprie radici grazie al processo di cementogenesi, fino a comparire in arcata. Contemporaneamente cresce anche l'osso alveolare, su cui è impiantato ogni dente, contribuendo al sollevamento del dente verso la superficie della cavità orale; viceversa la cresta alveolare che sovrasta i germi dentali si abbassa, favorendo la fuoriuscita del dente. La dentizione termina con il combaciamento degli antagonisti e la completa maturazione del dente.
Nell'uomo, così come in tutti mammiferi difiodonti, sono presenti due tipi di dentizione, una primaria, detta decidua (denti di latte), e una secondaria, detta permanente.

## Dentatura decidua

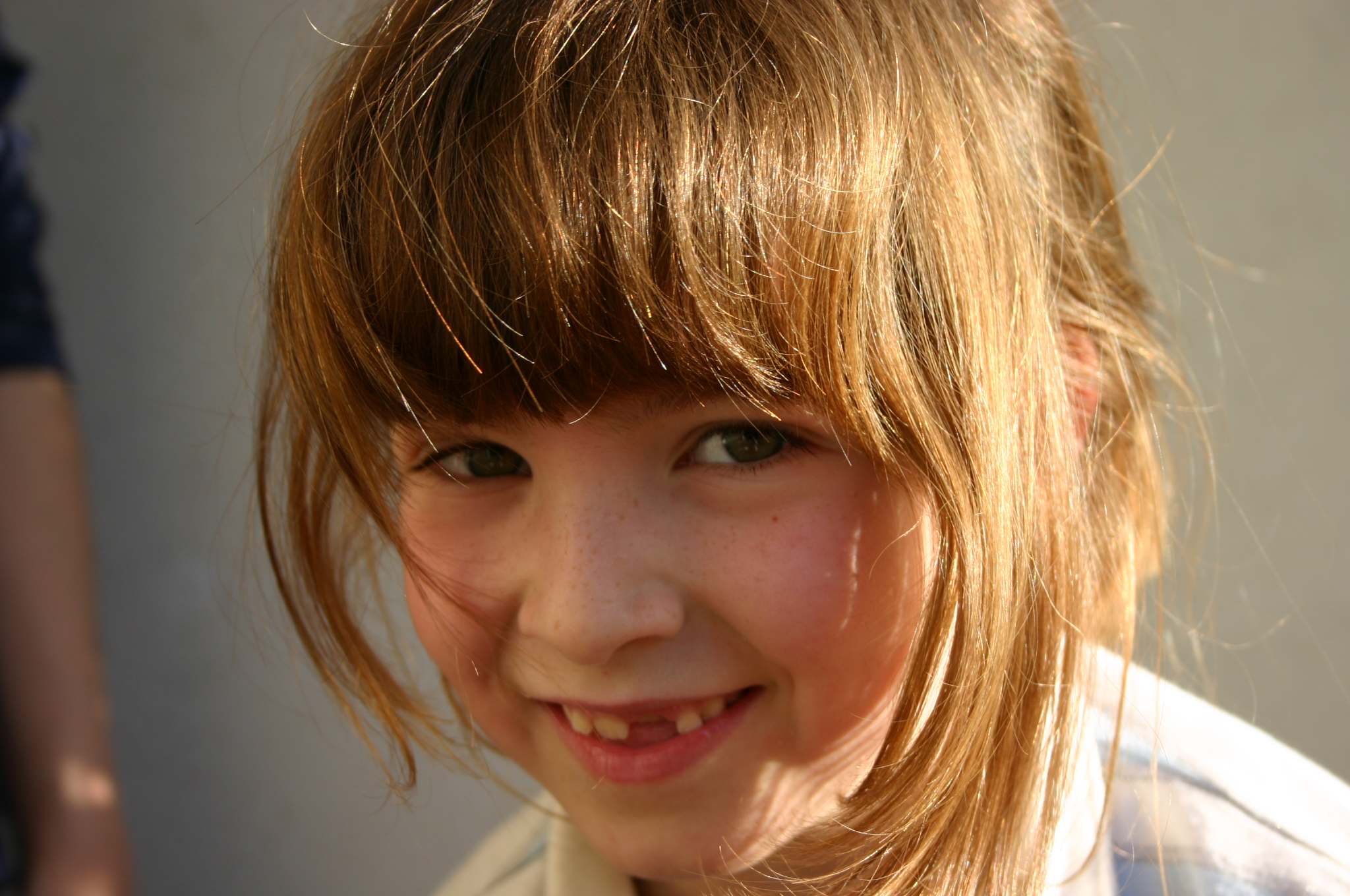
Bambina di sette anni con inizio di perdita della dentatura decidua.

I denti della prima dentizione, detti anche “denti da latte” o " denti temporanei", si compongono di 20 denti, disposti in numero di 5 per ogni semiarcata.

Ogni cinquina è composta da:
- Incisivo centrale;
- Incisivo laterale;
- Canino;
- Primo molare;
- Secondo molare.

L'eruzione dei denti decidui avviene dai 6 mesi e mezzo fino ai due anni e mezzo, ed ogni dente fuoriesce in tempi diversi, che possono essere influenzati da fattori individuali. Orientativamente, si può dire che l'eruzione di questi denti avviene in questo ordine e con questi tempi:
- a 6 mesi e mezzo erompono gli incisivi centrali inferiori;
- a 7 mesi, gli incisivi centrali superiori e gli incisivi laterali superiori;
- a 8 mesi, gli incisivi laterali inferiori;
- a 12 mesi, il gruppo incisale dovrebbe essere completamente erotto;
- tra i 12 e i 16 mesi erompono i primi molaretti, prima gli inferiori e poi i superiori;
- tra 16 e i 20 mesi erompono i canini, prima gli inferiori e poi i superiori;
- tra i 20 e i 30 mesi erompono i secondi molaretti.

Nel corso della permuta il gruppo frontale deciduo viene sostituito con il gruppo frontale permanente, i
molaretti decidui lasciano il posto ai premolari permanenti e nello spazio che si verrà a creare con lo
sviluppo della mandibola eromperanno i molari permanenti, che vengono detti "monofisari" poiché la loro eruzione non sostituisce alcun dente deciduo (infatti se per ogni semiarcata dei decidui il numero di elementi dentari è 5, con la dentatura permanente questo numero diventa 8).

## Dentatura permanente
La seconda dentizione comprende 32 denti. La dentatura permanente per ciascuna semiarcata si compone di:
- Incisivo centrale;
- Incisivo laterale;
- Canino;
- due premolari;
- tre molari.

I primi cinque sono denti succedanei, ovvero sostituiscono i rispettivi denti di latte. I molari invece sono
denti supplementari alla dentizione decidua: bisogna infatti considerare la crescita ossea della mandibola
e della mascella. Entrambe aumentano le loro dimensioni nel corso dell'età adolescenziale e questo permette la formazione di uno spazio maggiore sulle arcate, che verrà riempito dai futuri molari. 
I denti permanenti erompono attraverso un iter dentis, rappresentato da un tessuto connettivo lasso che
unisce il germe dentale alla sottomucosa gengivale, favorendo la fuoriuscita del dente.

I denti permanenti erompono da un periodo che va dai 6 anni fino ad arrivare a 18 o anche 30 anni e anche qui i momenti dell'eruzione dei diversi denti sono indicativi:
- a 6 anni erompono i primi molari superiori;
- a 7 anni, gli incisivi centrali, prima inferiori e poi superiori, e i primi molari inferiori;
- a 8 anni, gli incisivi laterali, prima superiori e poi inferiori;
- tra i 9 e i 12 anni erompono i canini, i primi e i secondi premolari, con una sequenza differente a seconda dell'arcata;
- a 12 anni, i secondi molari;
- tra i 18 e i 21 anni i terzi molari.

Il primo molare permanente viene facilmente interpretato e trascurato come dente di latte.
All'età di sei anni un bambino ha già formati, all'interno delle ossa mascellari, quasi tutti i denti definitivi,
con l'esclusione degli ultimi molari. Questi, detti anche denti del giudizio, possono comparire fino a
un'età di 30 anni, o possono anche non comparire mai.

### Denti seminclusi, inclusi e ritenuti
Quando un dente compare parzialmente nel cavo orale, mostrando soltanto alcune parti della corona va considerato "semincluso". 
Invece quando un dente non compare totalmente nel cavo orale, trascorso il normale periodo per l'eruzione, questo viene considerato "incluso". 
Un dente incluso che presenta una radice ancora immatura è definito "ritenuto".
La costruzione di oggetti offensivi e difensivi e la scoperta del fuoco hanno sensibilmente ridotto le funzioni originarie dei denti, soprattutto dei terzi molari (detti anche denti del giudizio). I denti, infatti, venivano utilizzati per cacciare, mangiare cibi crudi e combattere i nemici.

## Differenze tra denti decidui e denti permanenti
Ci sono molte differenze tra i due tipi di dentizione: 
1. i decidui hanno un colorito più chiaro e lattescente, dovuto alla minore compattezza della mineralizzazione e a un maggior contenuto di sostanze organiche e idriche. Inoltre sono più chiari anche perché si sono sviluppati prevalentemente durante la fase di vita intrauterina e quindi sono stati meno esposti al contatto e al deposito di pigmenti esterni, come quelli alimentari.
2. lo smalto dei decidui presenta un inspessimento a cercine, all'altezza del colletto dentale. L'amelogenesi dei decidui, infatti, conferisce ai prismi dello smalto una disposizione parallela alla superficie dentale, che si realizza visibilmente nell'ispessimento a cercine. Questo ha come conseguenza un maggior arrotondamento delle corone dei molari decidui e una forma a ghianda dei denti monoradicolari (ovvero, degli incisivi, dei canini e dei premolari).
3. nei decidui la polpa occupa uno spazio maggiore, dato il suo notevole spessore rispetto a quello dello smalto e della dentina. Inoltre la polpa tende a riprodurre la forma della corona esterna.
4. i decidui hanno dimensioni più piccole rispetto ai permanenti, ad eccezione dei secondi premolari.
5. nei decidui, il pavimento della camera pulpare è più sottile.
6. le radici dei decidui sono più lunghe delle corone.

## I momenti della dentizione
La dentizione, sia primaria che secondaria, si compone di 7 fasi: 
1. Proliferazione iniziale
2. Istodifferenziazione
3. Morfodifferenziazione
4. Mineralizzazione
5. Emergenza
6. Eruzione
7. Rizalisi Fisiologica
8. Maturazione

Non sempre, però, le fasi seguono rigorosamente questo ordine, perché la successione può essere influenzata da fattori di carattere individuale.

### Proliferazione iniziale
Consiste in un inspessimento dell'ectoderma e nella formazione dei primi bottoni di cellule, generati dalla primitiva lamina dentaria, che diventeranno i futuri denti. 

Questa fase si sviluppa dalla fine della terza settimana di vita dell'embrione per i denti decidui e dalla fine della quarta settimana per i denti permanenti.

### Istodifferenziazione e morfodifferenziazione
Sono due momenti della dentizione che avvengono contemporaneamente. 

L'istodifferenziazione si caratterizza per una diversificazione delle cellule del bottone nelle componenti dello smalto e della dentina, e nella sostituzione della forma a bottone con una forma a cappello, tipica dell'istodifferenziazione.

La morfodifferenziazione riguarda invece l'organizzazione delle cellule differenziate, in modo che siano pronte a formare i futuri germi dentari, che saranno diversi tra loro a seconda del dente che andranno a realizzare e della loro funzione. Tipica della morfodifferenziazione è la forma a campana, che rappresenta il germe dentario nella sua completezza.

### Mineralizzazione
Si compone di due momenti: 
1. Dentinogenesi, che è il processo di formazione della dentina.
2. Amelogenesi, che è il processo di formazione dello smalto e avviene dopo la dentinogenesi.

La mineralizzazione dei denti decidui comincia verso la sesta settimana di vita, dopo che l'istodifferenziazione e la morfodifferenziazione sono giunte a compimento. La mineralizzazione dei permanenti comincia fra gli zero e i tre anni.

### Emergenza
È l'ultima fase di spostamento del dente all'interno della mascella, che si conclude con la sua fuoriuscita sulla cresta gengivale. Non è ancora chiaro quale sia il meccanismo che regola questa fase; sicuramente lo spostamento del dente è dovuto agli stessi fattori genetici che causano lo spostamento degli organi interni, durante lo sviluppo dell'embrione. 

L'emergenza dei decidui avviene tra il sesto e il trentesimo mese; quella dei permanenti tra il sesto e il dodicesimo anno. Solitamente, in entrambe le dentizioni, i primi denti a comparire sono quelli dell'arcata inferiore. Inoltre, nelle femmine l'emergenza avviene prima che nei maschi.

In questa fase, un eventuale agente patogeno può intervenire sul normale spostamento del dente, causando una Dislocazione ectopica.

### Eruzione
L'eruzione del dente e la sua disposizione nel cavo orale sono influenzate da fattori diversi, che agiscono sin dalla prima emergenza del dente: la muscolatura di guance e lingua, la presenza di denti contigui, l'inadeguatezza dello spazio e l'opposizione esercitata dai denti antagonisti.

In caso questi fattori esercitassero la loro influenza in modo sproporzionato, si possono verificare diversi fenomeni di anomalia di posizionamento, tra cui l'Anchilosi dentaria.

#### Eruzioni precoci
Alla nascita, si possono presentare fenomeni di eruzione precoce sia dei decidui sia dei permanenti, dovuti a un'emergenza precoce. Non raramente, infatti, i neonati possiedono un incisivo inferiore deciduo già dopo il parto (quasi sempre è l'incisivo inferiore deciduo poiché questo è il primo dente deciduo ad erompere). Questa condizione crea notevoli problemi per quanto attiene l'alimentazione del neonato (in quanto la presenza di questi elementi dentari provoca lesioni del capezzolo materno con conseguenti ragadi) e sulla sua salute orale, poiché il trauma degli incisivi sul frenulo della lingua, sulla porzione intraorale delle labbra, e sulla gengiva dell'arcata alveolare mascellare, può creare sugli stessi una caratteristica lesione di tipo ulcerativo, che prende appunto il nome di Morbo (o sindrome) di Riga-Fede. Tuttavia l'eruzione precoce di elementi dentari nel cavo orale è indipendente dal normale proseguimento della dentizione. Talvolta è presente un abbozzo dentario in posizione centrale nell'arcata superiore: potrebbe trattarsi di un mesiodens, un dente soprannumerario, che separerà i futuri incisivi centrali determinando un diastema osseo. 
 
I denti prematuri, posti sull'arcata inferiore, prendono il nome di Denti natali, e la loro estrazione può portare a futuri problemi di spazio lungo l'arcata dentaria. Le formazioni dentarie che invece emergono al primo mese di vita prendono il nome di Denti neonatali. Sono anche possibili fenomeni di Emergenza tardiva.

### Rizolisi fisiologica
La rizolisi è un processo che avviene alla fine della dentizione primaria e consiste in un riassorbimento della radice del dente, per permettere la sostituzione con il corrispondente dente permanente di rimpiazzo, il quale è ormai prossimo all'emergenza.
Il riassorbimento della radice ha inizio due anni dopo la sua emergenza e avviene attraverso fasi successive, che portano gradualmente alla scomparsa della radice e quindi alla caduta del dente. 

La Rizolisi fisiologica dura in media da due a tre anni, ma non sempre la caduta del dente è seguita da un'immediata eruzione del permanente di rimpiazzo: l'intervallo di permuta (il tempo che intercorre tra la caduta del deciduo e l'emersione del permanente) può andare da zero a sei mesi e anche oltre, soprattutto per i premolari. 

Un'anomalia nel riassorbimento radicolare può causare fenomeni di caduta precoce o ritardata del dente.

### Maturazione
Il fenomeno di maturazione viene prodotto dalla polpa dentaria e si articola su due piani, uno microscopico e uno macroscopico: 
- Sul piano microscopico, si ha la formazione di cristalli di apatite, gli elementi che mineralizzano i tessuti duri del dente. Questi cristalli aumentano gradualmente la loro densità minerale fino a raggiungere un certo grado di compattezza.
- Sul piano macroscopico, subito dopo il combaciamento con gli antagonisti, si hanno dei mutamenti morfologici che portano la radice a raggiungere la sua forma definitiva, con modellazioni del suo apice e della cavità interna del dente.

Questi fenomeni durano dai due ai tre anni e iniziano dopo l'emergenza del dente. 
Una qualsiasi malattia o danno arrecato alla polpa dentaria può portare ad alterare la rimodellazione del dente o addirittura a una sua interruzione.

## Anomalie della dentizione
Nella dentizione, a seconda della fase in cui va a intervenire la malattia, si possono riscontrare diversi tipi di anomalie:
- Anomalie dentali numeriche
  - Anomalie di numero per difetto
    - Ipodontia: congenita assenza di uno o più denti.[3]
    - Anodontia (o Anodonzia): congenita assenza completa dei denti.[4]
    - Edentulismo (o Edentulia): mancanza di denti, che può essere parziale o totale.[5]
    - Agenesia dentaria (o dentale): assenza congenita del germe dentario di uno o più denti.[6]

  - Anomalie di numero per eccesso o Iperodonzia: presentano denti in soprannumero, la cui forma può corrispondere a quella di un dente della serie normale oppure essere del tutto irregolare. Nel primo caso i denti vengono detti supplementari; mentre nel secondo caso, e in base alla loro morfologia, i denti vengono classificati in: conoidi, tubercolati o infundiboliformi. Il mesiodens è il caso più frequente e nasce nella maggior parte dei casi tra gli incisivi centrali determinando frequentemente complicanze di natura ortodontica.
- Anomalie di forma;
- Anomalie di volume;
- Ipoplasia dei denti.

Per quanto riguarda i difetti di calcificatura, nella prima dentizione sono dovuti a cause che hanno agito durante lo sviluppo embrionale. Nella seconda dentizione, invece, possono avere origine sia dalle stesse cause che colpiscono i denti decidui, sia da altre intervenute dopo la nascita, come la mancanza di vitamine, di calcio, di fosforo e di fluoro.

## Sviluppo delle arcate dentarie
Contemporaneamente allo sviluppo dei denti si ha anche lo sviluppo delle arcate dentoscheletriche, che modificano e accrescono la loro forma con il passare dalla dentatura decidua a quella permanente. Nel normale combaciamento delle due arcate, ogni dente superiore entra in contatto con due denti inferiori, il suo diretto antagonista e il dente contiguo più distante dalla radice dell'antagonista.
Il combaciamento delle arcate permanenti segue il modello delle decidue; di conseguenza, qualsiasi malocclusione della prima dentizione si ripercuoterà anche sulla seconda.
In base ad alcuni parametri, come i rapporti tra i molari decidui, tra le cuspidi dei canini e tra gli incisivi centrali, è possibile individuare quattro tipi di combaciamento delle arcate decidue:
- Neutro, occlusione spaziata: con presenza di spazi tra i denti decidui.
- Neutro, occlusione serrata: con mancanza di spazi tra i decidui, che potrebbe portare a futuri affollamenti dentari.
- Disto, occlusione.
- Mesine, occlusione.

Le ultime due sono delle vere e proprie malocclusioni. Anche la dentatura permanente presenta una classificazione in quattro tipologie, detta classificazione di Angle.
Un altro tipo di malocclusione è il Morso incrociato, in cui le arcate dentarie non combaciano perfettamente a causa di un palato troppo stretto.
Si possono individuare vari tipi di Morso incrociato:
- Morso incrociato posteriore mono o bilaterale: riguarda solo i molari.
- Morso aperto anteriore: consiste in un'apertura che impedisce il combaciamento dei denti frontali superiori e inferiori.
- Morso profondo anteriore: consiste in un aumento dell'avanzamento dell'arcata superiore, dovuto principalmente ad una maggiore ampiezza dell'arcata rispetto a quella inferiore.
- Morso incrociato totale: coinvolge tutta l'arcata.

In alcuni casi, le anomalie di posizionamento possono essere causa di infezioni parodontali. Per esempio, in casi di sovraffollamento: una dentatura affollata è più difficile da pulire e questo può portare a un accumulo di placca, con un conseguente aumento dell'infezione. Anche gli spostamenti dei denti che avvengono nel corso del tempo portare allo sviluppo contemporaneo di una parodontite.
Invece, fenomeni le malocclusioni causati da una parodontite sono ancora oggetto di discussione: possibili cause possono essere uno sbilanciamento nella perdita dei denti, parafunzioni come il bruxismo, abitudini professionali, e utilizzo di strumenti a fiato.

## La cura del dente
Per favorire una la buona crescita dei denti, l'uso delle tettarelle in età infatile è sconsigliato, così come bisogna correggere il vizio di molti bambini di succhiarsi il pollice. Questi atteggiamenti possono portare alla formazione di malocclusioni, specialmente alla proiezione in avanti dei denti superiori (Morso aperto anteriore). È importante, invece, per la salute del dente e per evitare la formazione di future carie, la pulizia eseguita dopo ogni pasto. Attraverso lo spazzolino, usato con movimenti verticali, si evita il deposito di residui di cibo e, soprattutto, di zuccheri. Anche l'assunzione di paste al fluoro può essere utile per la prevenzione delle carie e in molti paesi ha anche assunto una certa importanza: per esempio, in Germania, nelle scuole vengono distribuite gratuitamente paste al fluoro che possono essere disciolte in acqua; negli Stati Uniti è stata eseguita una fluorizzazione delle acque ritenute povere di fluoro; mentre in Svizzera si è provveduto alla fluorizzazione del latte.